# Onthophagus conradsi
Onthophagus conradsi är en skalbaggsart som beskrevs av Vladimir Balthasar 1937. Onthophagus conradsi ingår i släktet Onthophagus och familjen bladhorningar. Inga underarter finns listade i Catalogue of Life.